# The Flemish Vampire
The Flemish Vampire is een Vlaamse vampierenfilm uit 2007 van R. Kan Albay met onder anderen Sven De Ridder, Rik Hancké,Serdar Yildirim , Victor Zaïdi en Miel Heirbaut.
De film is de eerste productie van Studio Albay uit Antwerpen, die in 2006 werd opgericht door de gebroeders Erol en R. Kan Albay. 
De film werd in 26 dagen gedraaid over een periode van 10 maanden. De film werd uitgebracht op 12 september 2007.